# Salak Kembang
Salak Kembang is een bestuurslaag in het regentschap Tulungagung van de provincie Oost-Java, Indonesië. Salak Kembang telt 1813 inwoners (volkstelling 2010).